# 齐塔代拉

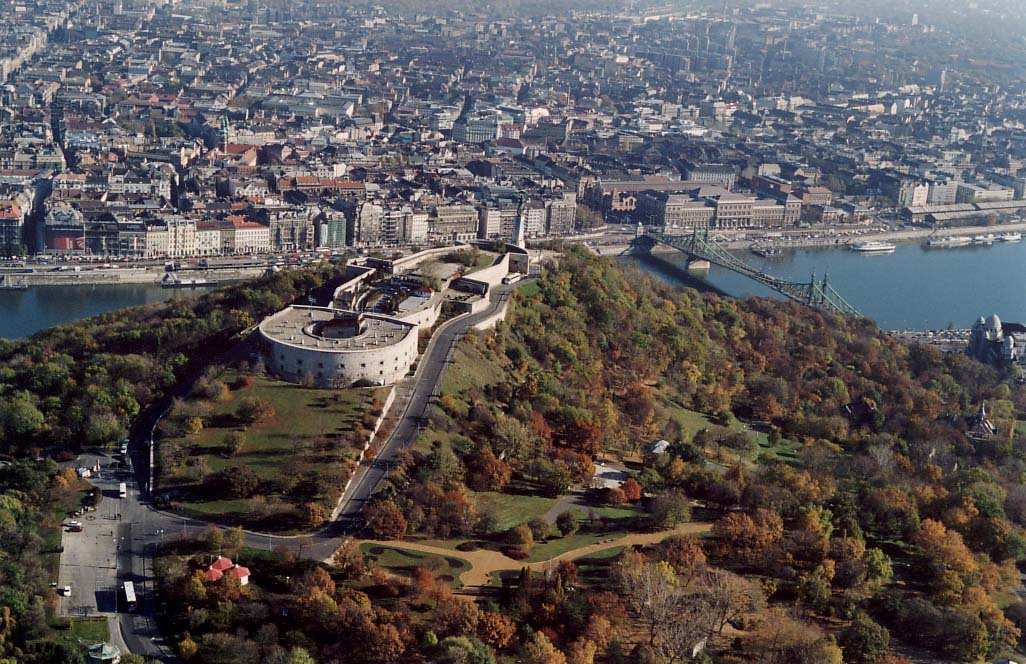
齐塔代拉

齐塔代拉（匈牙利語：Citadella）是位於匈牙利首都布達佩斯的一座城堡。名稱來自於義大利語。齐塔代拉城堡標高235米，城堡內有六個砲台。城堡始建於1851年。1956年匈牙利革命期間，蘇聯軍隊曾佔領城堡並利用城堡內的火砲向布達佩斯市內開砲。